# NGC 5474
NGC 5474 és una galàxia nana peculiar en la constel·lació de l'Ossa Major. És una de les nombroses galàxies satèl·lit que acompanyen la galàxia del Molinet, una galàxia espiral de gran disseny, i n'és la més pròxima a la M101.
La interacció gravitatòria entre NGC 5474 i la galàxia del Molinet ha distorsionat fortament la galàxia. Com a resultat, el disc i el nucli estan en una relació inusual. La formació d'estrelles en aquesta galàxia (tal com assenyala la línia espectral d'emissió d'hidrogen) es produeix fora del nucli. NGC 5474 mostra alguns signes d'una estructura en espiral. Com a resultat, aquesta galàxia es classifica sovint com una galàxia espiral nana, un grup relativament rar de galàxies nanes.